# Hey Jude
Hey Jude är en sång från 1968 med den brittiska popgruppen The Beatles. Den är skriven av Paul McCartney men tillskrivs Lennon–McCartney. Sången utkom på singel den 26 augusti (USA) respektive 30 augusti (Storbritannien) 1968, med "Revolution" som B-sida. "Hey Jude" finns inte med på något av gruppens originalalbum. 
"Hey Jude" var den första av Beatles skivor som gavs ut på Apple-etiketten. Låten är 7 minuter och 11 sekunder lång, men hamnade trots detta högt på topplistorna. Man spelade in den under fyra dagar (29 juli–1 augusti 1968).
Låten skrevs från början till John Lennons då femårige son Julian Lennon under föräldrarnas skilsmässa. Låtens "riktiga" titel var från början "Hey Jules". Låten kom på åttonde plats i tidningen Rolling Stones' lista över världens 500 bästa sånger.

## Musiker
- Paul McCartney – sång, piano, elbas, handklappning
- John Lennon – körsång, akustisk gitarr, handklappning
- George Harrison – körsång, elektrisk gitarr, handklappning
- Ringo Starr – körsång, trummor, tamburin, handklappning
- 36 ej namngivna orkestermusiker – 10 violiner, 3 viola, 3 celli, 2 kontrabasar, 2 flöjter, 2 klarinetter, en basklarinett, en fagott, en kontrafagott, 4 trumpeter, 2 valthorn, 4 tromboner och slagverk; 35 av dessa bidrog med ytterligare körsång och handklappning

## Listplaceringar
| Lista (1968)   | Position         |
| -------------- | ---------------- |
| Australien     | 1                |
| Danmark        | 1 (DR "Top 20")  |
| Finland        | 5                |
| Flandern       | 1                |
| Kanada         | 1                |
| Nederländerna  | 1                |
| Norge          | 1                |
| Nya Zeeland    | 1 (NZ Listner)   |
| Schweiz        | 1                |
| Spanien        | 1                |
| Storbritannien | 1                |
| Sverige        | 1 (Kvällstoppen) |
| Sverige        | 1 (Tio i topp)   |
| USA            | 1                |
| Vallonien      | 1                |
| Västtyskland   | 1                |
| Österrike      | 1                |